# Rhynchozoon obliquimandibulatum
Rhynchozoon obliquimandibulatum is een mosdiertjessoort uit de familie van de Phidoloporidae. De wetenschappelijke naam van de soort is voor het eerst geldig gepubliceerd in 2001 door Liu.